# Mistrzostwa Ibero-Amerykańskie w Maratonie 1999
Mistrzostwa Ibero-Amerykańskie w Maratonie 1999 – zawody lekkoatletyczne, które odbyły się w meksykańskim Cancún.

## Rezultaty
| Konkurencja: | Złoto             | Wynik   | Srebro            | Wynik   | Brąz             | Wynik   |
| Mężczyźni    | Carlos Tarazona   | 2:18:38 | Pedro Rojas       | 2:19:27 | José Luis Molina | 2:21:37 |
| Kobiety      | Mariette de Paula | 2:44:57 | María Elena Reyna | 2:45:25 | Myriam Pulido    | 2:53:45 |